# Efraín Velarde
Efraín Velarde Calvillo (Città del Messico, 18 aprile 1986) è un ex calciatore messicano, di ruolo difensore.

## Biografia
Si è sposato il 14 agosto 2011 con Jessica Gómez, conosciuta nel 2005, dalla quale ha avuto una figlia, Sofía, nel 2010.

## Caratteristiche tecniche
Occupa il ruolo di terzino sinistro, ma all'occorrenza può giocare anche come esterno di centrocampo.

## Carriera

### Club
Prodotto delle giovanili dei Pumas, debutta in prima squadra all'età di 18 anni nell'ultima giornata del Clausura 2004, nella partita casalinga vinta dai Pumas 3-2 contro il Monterrey, dove segna il goal della vittoria di testa all'84º minuto dopo essere subentrato nell'intervallo a Darío Verón.
Raccoglie altre 4 presenze (2 nell'Apertura 2005 e 2 nel Clausura 2006), prima di essere promosso al rango di titolare, giocando tutte le partite dell'Apertura 2006. Il 18 aprile 2006 fa anche il suo debutto nella Copa Libertadores, giocando da titolare l'ultima partita della fase a gironi, pareggiata in casa per 1-1 contro il Nacional.
Rimane titolare indiscusso anche nei tornei successivi, vincendo il Clausura 2009 ed il Clausura 2011 da protagonista, saltando solo le partite finali del campionato di Apertura 2009 per una distorsione al ginocchio e quelle del Clausura 2010 per una frattura al quinto metatarso subita nella Concachampions.
Nel Clausura 2012, mette a segno la sua quinta rete in campionato della carriera portando in vantaggio i Pumas sul campo del Toluca (la partita si conclude poi 0-2).

### Nazionale
Il 24 agosto 2011 viene convocato dal commissario tecnico della nazionale messicana José Manuel de la Torre per gli incontri amichevoli contro Polonia e Cile, partita nella quale debutta con la selezione nazionale il 4 settembre, venendo sostituito da Andrés Guardado al 65º minuto.

## Statistiche

### Presenze e reti nei club
| Stagione  | Squadra | Campionato | Campionato | Campionato | Coppe nazionali | Coppe nazionali | Coppe nazionali | Coppe continentali | Coppe continentali | Coppe continentali | Totale | Totale |
| Stagione  | Squadra | Comp       | Pres       | Reti       | Comp            | Pres            | Reti            | Comp               | Pres               | Reti               | Pres   | Reti   |
| --------- | ------- | ---------- | ---------- | ---------- | --------------- | --------------- | --------------- | ------------------ | ------------------ | ------------------ | ------ | ------ |
| 2003-2004 | Pumas   | PD         | 1          | 1          | CdC             | -               | -               | -                  | -                  | -                  | 1      | 1      |
| 2004-2005 | Pumas   | PD         | -          | -          | -               | -               | -               | -                  | -                  | -                  | -      | -      |
| 2005-2006 | Pumas   | PD         | 4          | 0          | -               | -               | -               | CCC+CL+CS          | 0+1+0              | 0                  | 5      | 0      |
| 2006-2007 | Pumas   | PD         | 34         | 0          | -               | -               | -               | -                  | -                  | -                  | 34     | 0      |
| 2007-2008 | Pumas   | PD         | 36         | 0          | -               | -               | -               | -                  | -                  | -                  | 36     | 0      |
| 2008-2009 | Pumas   | PD         | 42         | 0          | -               | -               | -               | CCL                | 2                  | 0                  | 44     | 0      |
| 2009-2010 | Pumas   | PD         | 23         | 0          | -               | -               | -               | CCL                | 3                  | 0                  | 26     | 0      |
| 2010-2011 | Pumas   | PD         | 37         | 2          | -               | -               | -               | SL                 | 2                  | 0                  | 39     | 2      |
| 2011-2012 | Pumas   | PD         | 18         | 1          | -               | -               | -               | CCL                | 2                  | 1                  | 20     | 2      |
| Totale    | Totale  | Totale     | 195        | 4          |                 |                 |                 |                    | 10                 | 1                  | 205    | 5      |

### Cronologia presenze in nazionale
| Cronologia completa delle presenze e delle reti in nazionale ― Messico | Cronologia completa delle presenze e delle reti in nazionale ― Messico | Cronologia completa delle presenze e delle reti in nazionale ― Messico | Cronologia completa delle presenze e delle reti in nazionale ― Messico | Cronologia completa delle presenze e delle reti in nazionale ― Messico | Cronologia completa delle presenze e delle reti in nazionale ― Messico | Cronologia completa delle presenze e delle reti in nazionale ― Messico | Cronologia completa delle presenze e delle reti in nazionale ― Messico |
| Data                                                                   | Città                                                                  | In casa                                                                | Risultato                                                              | Ospiti                                                                 | Competizione                                                           | Reti                                                                   | Note                                                                   |
| ---------------------------------------------------------------------- | ---------------------------------------------------------------------- | ---------------------------------------------------------------------- | ---------------------------------------------------------------------- | ---------------------------------------------------------------------- | ---------------------------------------------------------------------- | ---------------------------------------------------------------------- | ---------------------------------------------------------------------- |
| 4-9-2011                                                               | Barcellona                                                             | Messico                                                                | 1 – 0                                                                  | Cile                                                                   | Amichevole                                                             | -                                                                      |                                                                        |
| Totale                                                                 |                                                                        | Presenze                                                               | 1                                                                      |                                                                        | Reti                                                                   | 0                                                                      |                                                                        |

## Palmarès

### Club
- Campionato messicano: 4

Pumas: Clausura 2004, Apertura 2004, Clausura 2009, Clausura 2011
- Campeón de Campeones: 1

Pumas: 2004